# 杰瓦尔
杰瓦尔（Jewar），是印度北方邦Gautam Buddha Nagar县的一个城镇。总人口26950（2001年）。

## 人口
该地2001年总人口26950人，其中男性14255人，女性12695人；0—6岁人口5262人，其中男2730人，女2532人；识字率47.69%，其中男性为56.94%，女性为37.30%。